# 山林所得
山林所得とは、所得税における所得の区分の一つであって、山林の伐採又は譲渡による所得をいう（所得税法30条）。

## 所得区分を設けた趣旨
山林所得は、事業所得と同じく、勤労性所得と資産性所得の結合したものである。しかし一方で、山林を生育して伐採するという事業の特性から、一般の事業所得と異なり、その所得の獲得に長期間を要する。このような山林所得の性質を考慮して、課税上一定の配慮をすべく、所得税法上、山林所得は事業所得とは別の所得類型とされている。

## 山林所得の範囲
上記の趣旨より、山林をその取得の日以後5年以内に伐採し又は譲渡することによる所得は、山林所得に含まれず（所得税法32条2項）、事業所得又は雑所得に該当する。なお、山林を土地付きで譲渡した場合の土地の部分は譲渡所得になる。

## 課税方式
```
山林所得の金額 ＝ 総収入金額 － 必要経費 － 特別控除額（最高50万円）
税率 ＝ （課税山林所得金額 ÷ 5）の所得税の累進税率
山林所得の所得税額 ＝ [課税山林所得金額 ÷ 5 × 税率] × 5

```

山林所得の金額は、その年中の山林所得に係る総収入金額から必要経費を控除し、その残額から山林所得の特別控除額（最大50万円）を控除した金額とする。青色申告者はさらに青色申告特別控除（最大10万円）を差し引ける（青色申告には、予め承認申請が必要）。
山林所得への課税に当っては退職所得と同様に申告分離課税方式が採用され、課税総所得金額とは別に、課税山林所得金額という区分が設けられている。これは、累進税率の緩和を意図したものである。山林所得独自の課税上の配慮として5分5乗方式が採用されているが、住民税は2007年（平成19年）度より廃止された。5分5乗方式のため、例えば、課税山林所得金額が970万円であっても、5で割ると194万円のため、所得税の方の税率は最低区分の5%で、住民税の方の税率は通常は10%。
その他、概算経費控除の特例や森林計画特別控除がある。
山林所得の赤字は、一定の範囲で他の所得と損益通算をすることができる。

## 参照
1. ↑   No.1480　山林所得｜国税庁]
2. ↑  No.2250 損益通算|所得税|国税庁